# Bükkszentkereszt
Bükkszentkereszt is een plaats (község) en gemeente in het Hongaarse comitaat Borsod-Abaúj-Zemplén. Bükkszentkereszt telt 1265 inwoners (2001).